# Цикляну, Аурел
Аурел Цикляну (рум. Aurel Țicleanu; род. 20 января 1959, Teliucu Inferior, Хунедоара) — румынский футболист, полузащитник, и тренер.

## Клубная карьера
Воспитанник клуба «Металлургистул» из городка Саду. В 1976 году Цикляну попал в клуб «Университатя» (Крайова) и 25 мая 1977 года дебютировал за первую команду в матче чемпионата против «Корвинула» (0:1). Всего провёл в команде девять сезонов, приняв участие в 232 матчах чемпионата. Большинство времени, проведенного в составе «Университатя», являлся основным игроком команды и стал двукратным чемпионом Румынии и четырехкратным обладателем Кубка Румынии. Кроме того, он дошел с клубом до полуфинала Кубка УЕФА в сезоне 1982/83, где команда выбыла лишь из-за правила выездного гола от лиссабонской «Бенфики» (1:1, 0:0).
В 1985 году Цикляну перешел в столичный «Спортул Студенцеск» и отыграл за бухарестскую команду следующие четыре сезона. В составе «Спортула» также в большинстве своём выходил на поле в основном составе команды и в сезоне 1985/1986 стал с командой вице-чемпионом Румынии, являющейся лучшим результатом клуба в истории.
Завершил игровую карьеру в кипрской команде «Олимпиакос» (Никосия), за которую выступал в течение 1989—1991 годов.

## Карьера за сборную
Дебют за национальную сборную Румынии состоялся 29 августа 1979 года в проигрышном товарищеском матче против сборной Польши (0:3).
Был включён в состав на чемпионат Европы 1984 во Франции, где сыграл в 2 матчах групповой стадии.
Всего Цикляну за сборную сыграл 42 матча и забил 2 гола.

### Голы за сборную
| №  | Дата          | Место                        | Соперник | Счёт | Результат | Турнир                  |
| -- | ------------- | ---------------------------- | -------- | ---- | --------- | ----------------------- |
| 1. | 3 июня 1981   | Стадион 23 августа, Бухарест | Норвегия | 1:0  | 1:0       | Квалификация на ЧМ 1982 |
| 2. | 24 марта 1982 | Стяуа, Брюссель              | Бельгия  | 2:1  | 4-1       | Товарищеский матч       |

## Карьера тренера
Начал тренерскую карьеру сразу же после завершения карьеры игрока, в 1991 году, возглавив тренерский штаб клуба УТА (Арад) со второго дивизиона.
Летом 1992 года стал главным тренером команды «Оцелул» и тренировал команду из Галаца два сезона. В дальнейшем тренировал румынские команды «Университатя Крайова 1948», «Рокар» (Бухарест), кипрский «Эвагорас» и молодёжную сборную Румынии.
В 1997 году Цикляну был спортивным директором «Брашова», прежде чем в этом же году стал главным тренером «Рокара», игравший во втором дивизионе. Через несколько месяцев его уволили из «Рокара» и он уехал в Марокко, где тренировал «Магреб».
В 1999 году Аурел вернулся в Румынию и работал помощником Костикэ Штефенеску в «Астре» (Плоешти), после чего Цикляну в 2000 году недолго снова тренировал «Оцелул», а в сезоне 2001/02 возглавлял «Тракторул».
В 2002 году Цикляну снова отправился за границу, где возглавлял марокканские «Магреб» и "Хассания, албанские клубы «Динамо» (Тирана) и «Люшня», а также кувейтские команды «Аль-Сахель» (Кувейт) и «Аль-Джахра».
В сезоне 2010/11 дважды возглавлял «Университетя» (Крайова), но команда выступила неудачно и по итогам того сезона вылетела из высшего дивизиона.
5 июля 2011 года Цикляну возглавил саудовский клуб «Ухуд» из Медины, но был уволен в середине декабря 2011 года, вскоре после чего румынский специалист подписал контракт с кувейтским клубом «Аль-Тадамон (Кувейт)».
В начале 2013 года Цикляну вместе с единомышленниками занимался созданием нового клуба «Университатя» (Крайова), а в апреле решил принять приглашение клуба второго румынского дивизиона «Корона» (Брашов) и по итогам сезона 2012/13 вывел клуб в Лигу I, но контракт с Аурелем не был продлен. 19 августа 2013 года Цикляну возглавил «Брашов», однако из-за разногласий с руководством клуба был уволен 23 сентября после трёх игр.
В течение 2014—2016 годов Цикляну был руководителем скаутского отдела Федерации футбола Румынии, а в июне 2016 года занял должность главного тренера клуба «Катар СК», сменив Себастьяна Лазарони. В конце года он покинул клуб.
В феврале 2018 года он стал преемником Сорина Колчага в должности тренера юношеской сборной Румынии (до 17 лет), главным тренером которой Аурел Цикляну был до 2019 года.

## Достижения

### Как игрока

#### «Университатя»
- Чемпион Румынии: 1979/80, 1980/81
- Обладатель Кубка Румынии: 1976/77, 1977/78, 1980/81, 1982/83

### Как тренер

#### «Динамо» (Тирана)
- Обладатель Кубка Албании: 2003/04